# Sankt Petersburg
Sankt Petersburg est un jeu de société créé par Bernd Brunnhofer (alias Michael Tummelhofer) et édité par Hans im Glück en 2004. Jeu de cartes pour 2 à 6 joueurs, à partir de 12 ans, pour une durée approximative de 50 minutes.
Le jeu est réédité et francisé en 2015 par Filosofia. Il est désormais connu sous le titre Saint-Pétersbourg.

## Extensions
Une première extension, The Banquet, apparaît d'abord dans le magazine Spielbox de décembre 2005. Le set est composé de 12 nouvelles cartes.
En 2008, Sankt Petersburg: New Society est lancé. Cette nouvelle prise a été nommée pour le prix Golden Geek 2009 à la meilleure extension.

## Récompense
- Deutscher Spiele Preis  2004
- International Gamers Awards multijoueur 2004
- Tric Trac d'or  2004